# Burgstall Mühlberg (Christgarten)
Der Burgstall Mühlberg bezeichnet eine abgegangene Höhenburg auf dem Mühlberg bei Christgarten, einem heutigen Gemeindeteil von Ederheim               im Landkreis Donau-Ries in Bayern.
Von der ehemaligen Wallburg, von der keine urkundlichen Nachrichten bekannt sind, zeugen noch Wall- und Grabenreste.